# Jan Włodarkiewicz
Jan Włodarkiewicz (né le 28 mai 1900 à Varsovie, mort le 19 mars 1942 à Lviv) est un officier polonais et un résistant de la Seconde Guerre mondiale. Il est le premier commandant de Wachlarz, le premier service secret formé par une organisation de résistance polonais en Europe occupée par les armées allemandes et soviétiques.

## Biographie
Jan Włodarkiewicz étudie à la prestigieuse école Stanisław Staszic de Varsovie. Il participe à plusieurs organisations de jeunesse anti-tsaristes. Après le déclenchement de la Première Guerre mondiale, il rejoint le Polska Organizacja Wojskowa (POW) l'organisation militaire clandestine créée par Józef Piłsudski, où il reçoit une formation militaire de base.
Après la guerre, il s'engage dans l'armée polonaise et sert dans un premier temps dans le 27e régiment de uhlans (pl) basé à Nieśwież (actuellement Niasvij en Biélorussie). En 1929, il est affecté à la 9e brigade indépendante de cavalerie (pl) à Baranowicze (actuellement Baranavitchy en Ukraine). En 1930, il est affecté au Centre de formation de cavalerie (pl) à Grudziądz. En 1935, il est promu au rang de rotmistrz (capitaine de cavalerie). Depuis lors, jusqu'à l'éclatement de la Seconde Guerre mondiale, il sert dans l'état-major polonais, officiellement, comme officier responsable de la formation des unités unités de Cavalerie polonaise. En réalité, il sert dans un commando du 2e de l'état-major général de l'armée polonaise (pl), spécialisé dans le sabotage des chemins de fer.
En septembre 1939, après le déclenchement de l'invasion de la Pologne, il supervise la création de diverses unités de réserve de cavalerie dans le Centre de cavalerie à Garwolin. Le 15 septembre, il forme un escadron de cavalerie composé de maraudeurs et des restes des différentes unités. Avec cet escadron, il rejoint la 41e division d'infanterie et combat dans l'armée de Lublin (pl). Pour ses mérites, il est promu major. Après la bataille de Kock, qui met fin la campagne de Pologne, il tente de se réfugier à Varsovie assiégée. Après la chute de la ville il tente de gagner la Hongrie ou la Roumanie. Cependant, la coopération germano-soviétique l'empêche de se rapprocher de la frontière. Le 15 octobre, dans le village de Mrozy, 10 jours après que la dernière importante unité polonaise ait capitulé, il dissout son escadron.
Włodarkiewicz et la plupart de ses hommes cachent leurs armes et regagnent Varsovie. En novembre il rencontre son compagnon de guerre, Witold Pilecki. Ensemble, ils forment Tajna Armia Polska l'armée secrète polonaise, l'un des premiers mouvements de résistance en Europe occupée. En 1940, l'organisation fusionne avec d'autres groupes de résistance, pour former la Konfederacja Narodu (Confédération de la Nation). Włodarkiewicz en est le commandement en chef. En été de la même année, il rencontre Stefan Rowecki, qui commande Związek Walki Zbrojnej (ZWZ) (Union de la lutte armée). Ensemble, ils forment Wachlarz, une organisation indépendante spécialisée dans le renseignement et le sabotage. Włodarkiewicz en est le commandant. En septembre 1941, il est nommé lieutenant-colonel.
Il meurt dans des circonstances inconnues le 19 mars 1942 à Lviv, où il avait projeté de rencontrer le groupe local de Wachlarz.

## Sources
- (en) Cet article est partiellement ou en totalité issu de l’article de Wikipédia en anglais intitulé « Jan Włodarkiewicz » (voir la liste des auteurs).